# Эш, Ханс
Ханс Рольф Эш (нем. Hans Rolf Oesch; 10 сентября 1926, Вольфхальден — 7 мая 1992, Анвиль) — швейцарский музыковед
.

## Биография
Окончил Базельский университет (1951), ученик Жака Хандшина, затем работал его ассистентом вплоть до смерти Хандшина в 1955 году. Там же защитил диссертацию о жизни и творчестве Гвидо д’Ареццо, в 1959 г. габилитировался в Цюрихском университете с исследованием о Берно и Германе из Райхенау. Преподавал в Базеле, публиковался как музыкальный критик в базельской National-Zeitung.
С 1967 г. ординарный профессор, руководитель музыковедческого отделения Базельского университета. Совершил ряд этномузыковедческих экспедиций в Юго-Восточную Азию (Малаккский полуостров в 1963 г., остров Бали в 1974 г., Индокитай и Индонезия в 1979 г.), пополнив при этом университетское собрание музыкальных инструментов. Работал над полным собранием сочинений Арканджело Корелли. В 1975—1978 гг. один из соредакторов «Новой музыкальной газеты». С 1986 г. научный руководитель Фонда Пауля Захера. В 1991 г. вышел на пенсию.
Научные интересы Эша отличались широтой и разнообразием. Помимо работ по средневековой музыкальной теории и этномузыковедению (включая основательный учебник «Внеевропейская музыка», нем. Aussereuropäische Musik; 1984—1987), он написал книгу о жизни и творчестве Владимира Фогеля.